# Trần Hiệp
Trần Hiệp (chữ Hán: 陈洽, 1370–1426), tự Thúc Viễn, người huyện Vũ Tiến, quan viên nhà Minh, tử trận khi trấn áp khởi nghĩa Lam Sơn tại Việt Nam.

## Cuộc đời và sự nghiệp
Hiệp từ nhỏ ra sức học tập, cùng anh trai Tế, em trai Tuấn đều có tiếng tăm. Trong những năm Hồng Vũ, nhờ giỏi thư pháp mà được tiến làm Binh khoa cấp sự trung. Thường phụng mệnh duyệt quân, ai mắc lỗi lập tức nhận ra ngay. Người nào tái phạm, liền quát mắng đuổi đi. Minh Thái Tổ khen ngợi tài năng của Hiệp, ban áo dệt vàng. Cha của Hiệp đi thú ở Ngũ Khai vệ  rồi mất, ông bỏ quan đi nhận tang. Bấy giờ đường sá xa xôi, lại bị người Man ngăn trở, Hiệp mạo hiểm lên đường, vác hài cốt của cha đem về. Thời Kiến Văn đế, nhờ thượng thư Như Trường tiến cử, được khởi dụng làm Văn tuyển lang trung.
Minh Thành Tổ lên ngôi, được thăng làm Lại Bộ hữu thị lang, đổi làm Đại Lý khanh. Khi nhà Minh tấn công nhà Hồ ở An Nam, mệnh cho Hiệp đi Quảng Tây, cùng Hàn Quan tuyển sĩ tốt tòng chinh. Khi đại quân xuất phát, mệnh cho Hiệp làm Tán quân vụ, nắm việc quản lý lương hướng. Dẹp xong nhà Hồ, được chuyển làm Lại Bộ tả thị lang. Khi ấy Hoàng Phúc nắm việc 2 tư Bố chánh (dân sự), Án sát (hình sự), còn Hiệp sát hạch công tội của tướng sĩ, cắt đặt thổ quan, kiểm tra tình hình lương thực, làm việc rõ ràng, quyết đoán và trôi chảy. Sau khi về triều, được kiêm việc của Lễ bộ và Công bộ. Năm Vĩnh Lạc thứ 7 (1409), trở lại Việt Nam giúp Trương Phụ trấn áp Hậu Trần Giản Định Đế. Việc xong, lại theo đế bắc chinh Mông Cổ, cùng Phụ luyện binh ở tái ngoại. Năm thứ 9 (1411), lại theo Phụ trấn áp Hậu Trần Trùng Quang đế. Ở Việt Nam 5 năm, được tiến làm Binh bộ thượng thư, tiếp tục làm Tán quân sự cho Lý Bân.
Sau khi Minh Nhân Tông triệu Hoàng Phúc về, lấy Hiệp nắm 2 tư Bố, Án, vẫn tham mưu quân vụ. Trung quan Mã Kỳ tham bạo, Hiệp không thể khống chế, khiến người Việt nổi dậy khắp nơi. Hiệp cho rằng Vinh Xương bá Trần Trí, đô đốc Phương Chánh trì hoãn việc đánh dẹp nổi khởi nghĩa Lam Sơn, dâng sớ đề nghị cần gấp tiêu diệt nghĩa quân. Vì thế đế ban sắc trách cứ bọn Trí, ra lệnh tiến quân, dẫn đến thất bại ở châu Trà Long. Đế bèn tước quan chức của Trí, Chánh, mệnh cho Thành Sơn hầu Vương Thông thay thế, vẫn lấy Hiệp làm Tán quân sự. Tháng 9 ÂL năm Tuyên Đức đầu tiên (1426), Thông đến Việt Nam. Tháng 11 ÂL, Thông tiến quân đến huyện Ứng Bình (nhà Trần gọi là Ứng Thiên), nhắm đến Ninh Kiều . Hiệp cùng chư tướng nói địa thế hiểm ác, sợ có mai phục, nên dừng quân dò xét. Thông không nghe, xua quân thẳng tiến, sa vào bãi lầy. Phục binh Lam Sơn nổi dậy, quân Minh đại bại. Hiệp thúc ngựa xông lên, bị thương nặng ngã ngựa. Bộ hạ đỡ dậy đưa về, Hiệp trợn mắt mắng rằng: "Ta làm đại thần của nước nhà, ăn lộc 40 năm, báo quốc vào ngày hôm nay, không nên ham sống." Gượng vung đao giết thêm vài người, rồi tự cắt cổ . Việc được báo về, Minh Tuyên Tông than rằng: "Đại thần đem thân tuẫn quốc, một đời được mấy người!?"
Được tặng thiếu bảo, thụy là Tiết Mẫn. Con là Xu được nhận chức Hình khoa cấp sự trung...